# 黄喉蜂虎
黄喉蜂虎，又稱欧洲蜂虎，为佛法僧目蜂虎科蜂虎属的鸟类。這個物種主要以蜜蜂、熊蜂與胡蜂等膜翅目物種為食，於歐洲、亞洲及非洲北部繁殖；於撒哈拉沙漠以南越冬的侯鳥，且亦有族群於南非是常駐留鳥，是蜂虎屬中最為人所知且研究最透徹的一種代表性鳥類。:294
該物種以其黃色的喉嚨羽毛、黑色的眼帶、栗色頭頂、腹部藍綠為辨識特徵，是一種中型蜂虎。該物種常於有繁茂樹木及開放水域的環境中出現，但在南遷時則會迴避熱帶雨林做為其棲地。其繁殖季節視地區有所不同，但同樣偏好使用乾燥的懸崖、陡坡掘洞做巢，每窩4—10顆卵，13—20天孵化，育雛期則為30—31天。
目前其數量無虞，但仍有受到農藥影響、被視為有害生物射殺及娛樂狩獵的因素而有數量減少的情形存在。在《國際自然保護聯盟瀕危物種紅色名錄》中被列為無危物種。

## 物種分類
黃喉蜂虎是早在林奈《自然系統》出版前就已被人所知的鳥類之一，瑞士博物學家康拉德·格斯纳已在其1551年的 中就已經以一名描述了這種鳥類，並提及各地對這種鳥類的稱呼多與「食蜂者」有關。後於1758年，瑞典博物學家卡尔·林奈的《自然系統》第十版出版，林奈便以此名命名了黃喉蜂虎。而這個物種是當時被劃於蜂虎屬的四個物種之一，目前也因林奈氏重名的緣故被視為該屬的模式種。
|  | 彩虹蜂虎 |
|  |          |
|  | 黃喉蜂虎 |
|  |          |

|  | \| \| 藍頰蜂虎 \| \| \| \| \| \| 馬達加斯加橄綠蜂虎 \| \| \| \| |
|  |                                                                 |
|  | 栗喉蜂虎                                                        |
|  |                                                                 |
|  | 藍頰蜂虎                                                        |
|  |                                                                 |
|  | 馬達加斯加橄綠蜂虎                                              |
|  |                                                                 |

|  | 藍頰蜂虎           |
|  |                    |
|  | 馬達加斯加橄綠蜂虎 |
|  |                    |

|  | 彩虹蜂虎 |
|  |          |
|  | 黃喉蜂虎 |
|  |          |

|  | \| \| 藍頰蜂虎 \| \| \| \| \| \| 馬達加斯加橄綠蜂虎 \| \| \| \| |
|  |                                                                 |
|  | 栗喉蜂虎                                                        |
|  |                                                                 |
|  | 藍頰蜂虎                                                        |
|  |                                                                 |
|  | 馬達加斯加橄綠蜂虎                                              |
|  |                                                                 |

|  | 藍頰蜂虎           |
|  |                    |
|  | 馬達加斯加橄綠蜂虎 |
|  |                    |

|  | 彩虹蜂虎 |
|  |          |
|  | 黃喉蜂虎 |
|  |          |

|  | \| \| 藍頰蜂虎 \| \| \| \| \| \| 馬達加斯加橄綠蜂虎 \| \| \| \| |
|  |                                                                 |
|  | 栗喉蜂虎                                                        |
|  |                                                                 |
|  | 藍頰蜂虎                                                        |
|  |                                                                 |
|  | 馬達加斯加橄綠蜂虎                                              |
|  |                                                                 |

|  | 藍頰蜂虎           |
|  |                    |
|  | 馬達加斯加橄綠蜂虎 |
|  |                    |

|  | 彩虹蜂虎 |
|  |          |
|  | 黃喉蜂虎 |
|  |          |

|  | \| \| 藍頰蜂虎 \| \| \| \| \| \| 馬達加斯加橄綠蜂虎 \| \| \| \| |
|  |                                                                 |
|  | 栗喉蜂虎                                                        |
|  |                                                                 |
|  | 藍頰蜂虎                                                        |
|  |                                                                 |
|  | 馬達加斯加橄綠蜂虎                                              |
|  |                                                                 |

|  | 藍頰蜂虎           |
|  |                    |
|  | 馬達加斯加橄綠蜂虎 |
|  |                    |

|  | 彩虹蜂虎 |
|  |          |
|  | 黃喉蜂虎 |
|  |          |

|  | \| \| 藍頰蜂虎 \| \| \| \| \| \| 馬達加斯加橄綠蜂虎 \| \| \| \| |
|  |                                                                 |
|  | 栗喉蜂虎                                                        |
|  |                                                                 |
|  | 藍頰蜂虎                                                        |
|  |                                                                 |
|  | 馬達加斯加橄綠蜂虎                                              |
|  |                                                                 |

|  | 藍頰蜂虎           |
|  |                    |
|  | 馬達加斯加橄綠蜂虎 |
|  |                    |

|  | 彩虹蜂虎 |
|  |          |
|  | 黃喉蜂虎 |
|  |          |

|  | \| \| 藍頰蜂虎 \| \| \| \| \| \| 馬達加斯加橄綠蜂虎 \| \| \| \| |
|  |                                                                 |
|  | 栗喉蜂虎                                                        |
|  |                                                                 |
|  | 藍頰蜂虎                                                        |
|  |                                                                 |
|  | 馬達加斯加橄綠蜂虎                                              |
|  |                                                                 |

|  | 藍頰蜂虎           |
|  |                    |
|  | 馬達加斯加橄綠蜂虎 |
|  |                    |

|  | 彩虹蜂虎 |
|  |          |
|  | 黃喉蜂虎 |
|  |          |

|  | \| \| 藍頰蜂虎 \| \| \| \| \| \| 馬達加斯加橄綠蜂虎 \| \| \| \| |
|  |                                                                 |
|  | 栗喉蜂虎                                                        |
|  |                                                                 |
|  | 藍頰蜂虎                                                        |
|  |                                                                 |
|  | 馬達加斯加橄綠蜂虎                                              |
|  |                                                                 |

|  | 藍頰蜂虎           |
|  |                    |
|  | 馬達加斯加橄綠蜂虎 |
|  |                    |

|  | 彩虹蜂虎 |
|  |          |
|  | 黃喉蜂虎 |
|  |          |

|  | \| \| 藍頰蜂虎 \| \| \| \| \| \| 馬達加斯加橄綠蜂虎 \| \| \| \| |
|  |                                                                 |
|  | 栗喉蜂虎                                                        |
|  |                                                                 |
|  | 藍頰蜂虎                                                        |
|  |                                                                 |
|  | 馬達加斯加橄綠蜂虎                                              |
|  |                                                                 |

|  | 藍頰蜂虎           |
|  |                    |
|  | 馬達加斯加橄綠蜂虎 |
|  |                    |

其學名的兩個詞皆指蜂虎，其中屬名是源自古希臘語的，而種小名則是拉丁語。:50,251其模式产地位於歐洲南部（或作奧地利以東地區），沒有亞種分化。:339

## 型態描述

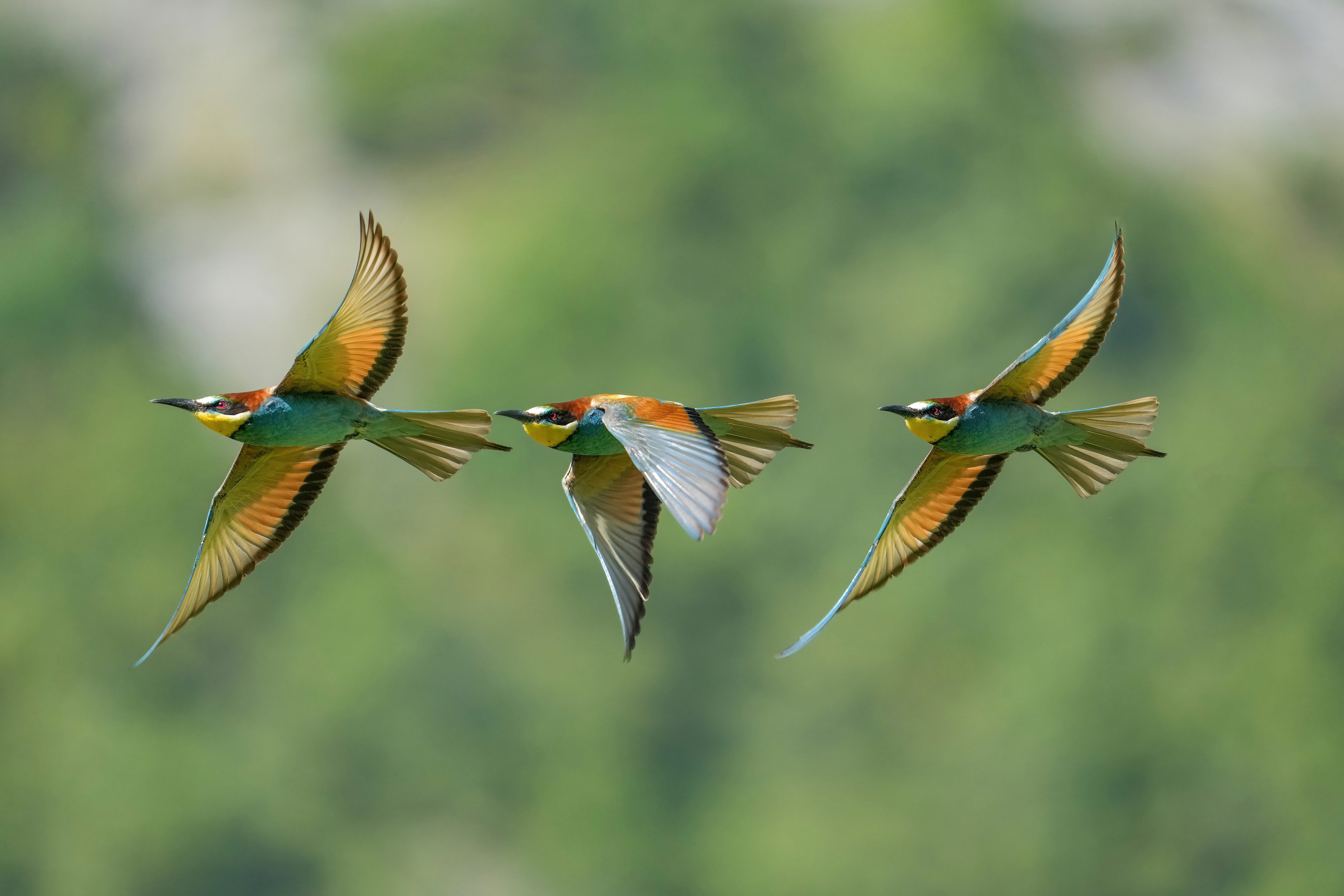
飛行中的黄喉蜂虎

黃喉蜂虎是一種中型蜂虎，體長約23—30公分。正如其名，成鳥喉部為黃色，而喉下及眼部均有黑色橫紋越過；前额蓝白色、眉紋藍色，頭頂至後頸暗栗色，背部金黃色，腹部蓝绿色；尾部藍綠色且中央特別延伸而出。翅膀初級飛羽暗藍色，次級飛羽淡栗色帶寬黑橫斑，三級飛羽藍綠色，翅上小覆羽暗橄欖綠色；內側淡栗色。虹膜栗色；鳥喙黑色、偏長而尖且略下彎；腳黑褐色。雄雌相似，也沒有季節性的變化；幼鳥顏色則較為黯淡。
在古北界區域，沒有其他相似鳥類會與之混淆；即使在非洲蜂虎種類眾多之處，也可以其栗色頭頂及金黃色喉嚨的特徵區分；且也沒有其他蜂虎具有金黃色的肩羽、背部及亮栗色的翅膀羽毛。

## 分佈與棲地

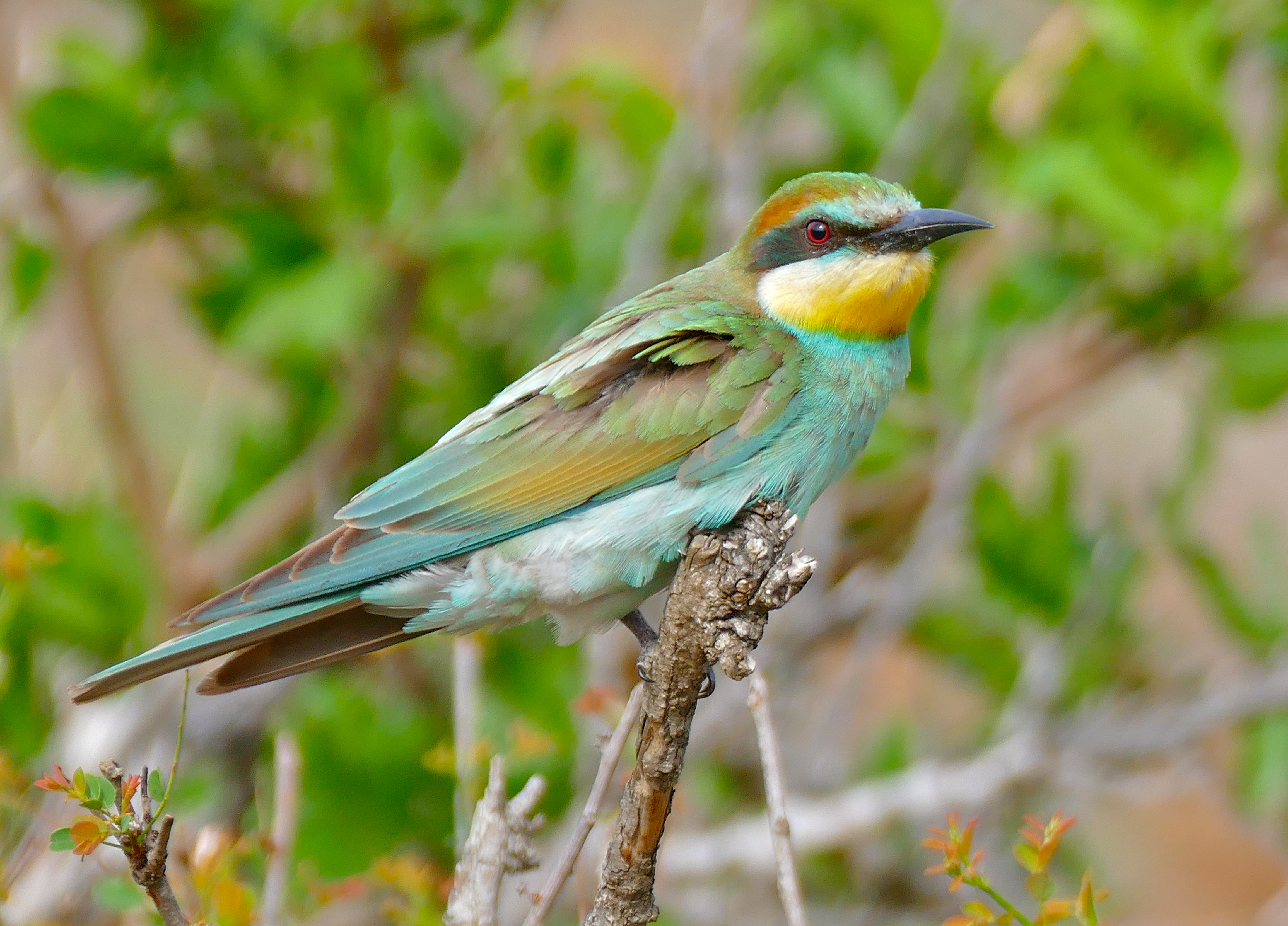
黃喉蜂虎幼鳥，攝於南非

黃喉蜂虎是居於溫帶氣候區的鳥類，其部分群體會隨季節遷徙：在夏季期間，其分佈北界約與歐洲7月平均氣溫21°C的等溫線大致重疊，且西自西北非與葡萄牙起，經東地中海，東至巴基斯坦、與哈薩克塞梅伊、俄羅斯鞑靼斯坦共和国的古比雪夫水庫地區；冬季則會越過撒哈拉沙漠，至塞拉利昂與科特迪瓦。根據eBird的資料顯示，其南遷的時間約自8月起至11月底，而北返的時間則在5月。而這個物種在南非的族群是常年的留鳥。
在歐洲繁殖時，這個物種會棲息於河谷、低地、低密度耕作的農地、田野、牧地、草原、帶有稀疏喬木的草原地帶及開放水域，幾乎所有開闊且樹木繁茂的環境都有機會發現其蹤影。遷徙期間，牠們最高可在海拔3000公尺處的各類開放棲地出現。在非洲過冬時，則會利用稀樹草原、平原、湖岸與農地作為棲地，並迴避熱帶雨林。

## 習性

### 食性

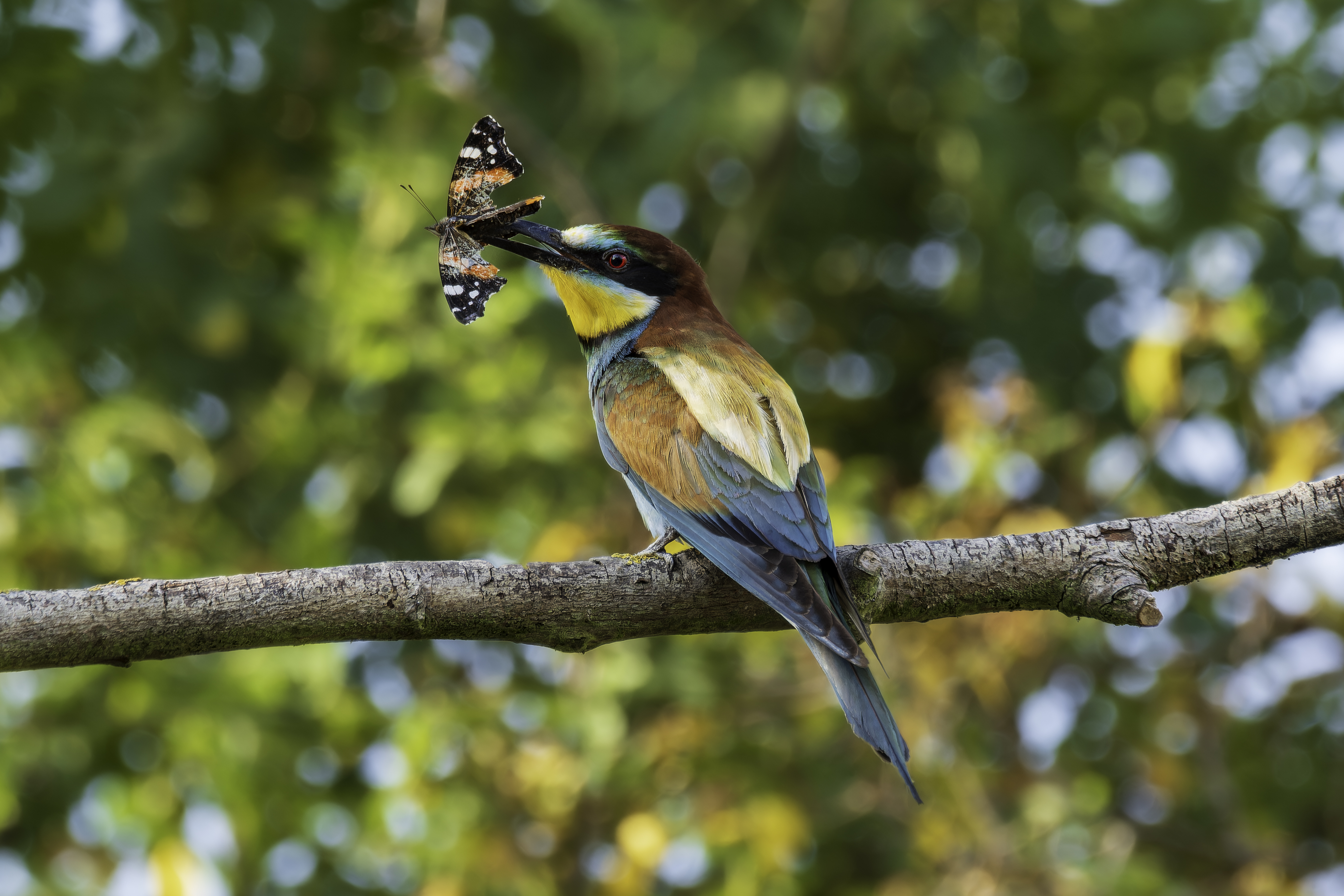
捕捉了一隻优红蛱蝶的黃喉蜂虎，攝於捷克

黃喉蜂虎以各種10—15公釐之間的中型飛行昆蟲為食，特別是膜翅目的蜜蜂、熊蜂與胡蜂等，喜歡雄蜂多於工蜂。其他昆蟲如蜉蝣、螞蟻、蚱蜢、螳螂、白蟻、椿象、石蠅、蒼蠅、甲蟲、蠍蛉、蛾類、蝶類、石蛾也是其菜單選項，偶爾也會捕食非飛行節肢動物，如蚯蚓。
牠們能在50至100公尺外發現獵物，經常從高處的電線或枝條起飛，半以旋轉、轉向、滑翔的動作捕捉昆蟲；也會在高空中獵食，並在飛行中吞食體型較小的昆蟲。:308在獵物數量充足的情況下，如蝗蟲與白蟻大量出現時，黃喉蜂虎會長時間利用這個機會以單一的食物來源補食。:308

### 繁殖
黃喉蜂虎為終生配對，其繁殖季視地區有略微不同，其中歐洲在5—7月之間，西北非於4、5月，南非在10、11月。:339雄鳥會對雌鳥進行求偶餵食。這個物種有時單獨繁殖，但也有時候群聚的方式一起繁殖，有些巢穴會有幫手（通常是已成年的雄性子代）協助掘洞、育雛。:339

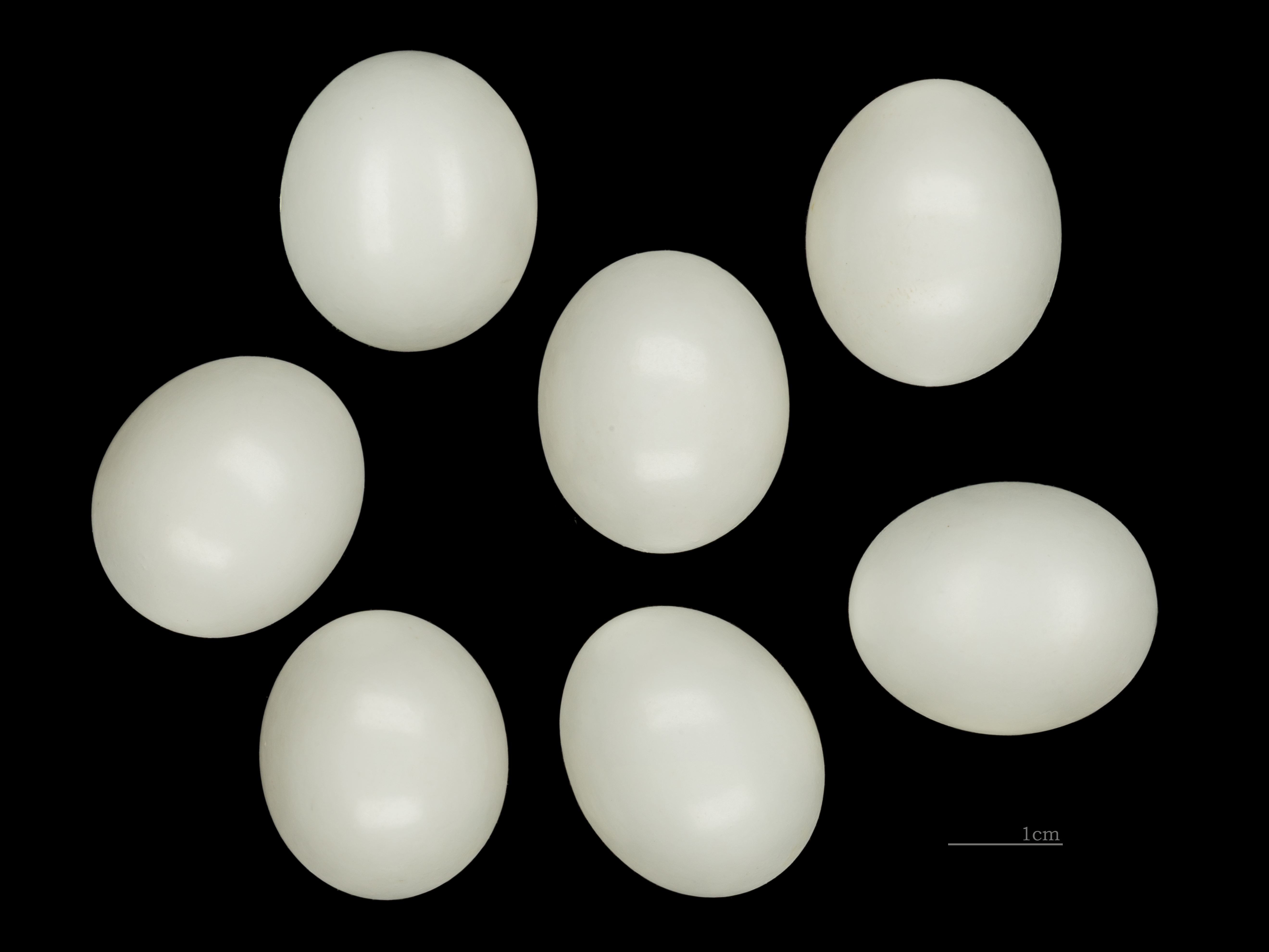
黃喉蜂虎的卵標本

這個物種偏好使用乾燥的壤質黏土、堅實砂層或軟砂岩材質的懸崖與陡坡掘洞築巢，通道長度約0.7—1.5公尺。掘巢時需時10—20天，最多可踢出7—12公斤的土，不鋪設任何巢材。:339雄鳥會選擇築巢地點，雌雄共同挖掘築巢通道與巢室。每年產一窩，每窩4—10顆卵，通常為5—6顆，產卵間隔約24小時。
孵卵由雙親共同負責：通常雙親會輪流孵卵，惟歐洲地區晚上主要僅由雌鳥負責，從第一顆卵產下後即開始孵化。:339孵化期為13（南非）—20（歐洲）天，育雛期則為30—31天。:339雛鳥孵出時裸露、粉紅且失明，並漸漸替換為亞成鳥的羽毛。:339雛鳥離巢後仍由親鳥餵養數日，全家通常會維持群聚，至少直到遷徙為止。第一年幼鳥會在非洲越冬地配對，並在翌春一起遷徙。:339

### 叫聲
黃喉蜂虎是相當喜歡發出叫聲的鳥類，其叫聲被形容為悅耳、流暢且柔和。其「pruuk-pruuk」或「prruip-prruip」叫聲宏亮且通常能夠傳的很遠，常在看到牠們之前就會先聽到其聲音。不過其叫聲與其近親如藍頰蜂虎、马岛蜂虎、粉紅蜂虎、白喉蜂虎等比較時則聲音相似，不易區分。

## 保育狀態
1984年的研究預估黃喉蜂虎約有400萬隻。而2021年由國際鳥盟的推估則有1840萬—2800萬隻的規模，其族群趨勢穩定。在《國際自然保護聯盟瀕危物種紅色名錄》中因其棲地廣大、趨勢穩定而被列為無危物種，在歐洲亦無相關保育措施。但其族群仍有因農業中使用農藥使得獵物減少、棲地喪失，以及因獵捕作為娛樂、食物或作物害鳥而被射殺的威脅存在。
- 《保護野生動物遷徙物種公約》（CMS）附錄二物種[18]
- 《伯恩歐洲野生物種保育和棲地公約（英语：Berne Convention on the Conservation of European Wildlife and Natural Habitats）》附錄二物種[19]

## 與人類的關係
傳統上，因為黃喉蜂虎繪捕食蟲隻，因而被養蜂人認為是蜜蜂出外採蜜最大的障礙之一；然而一份於利比亞的研究指出在某些情況下，蜜蜂的採集率在蜂虎出現時會來的更高。

## 外部連結
- 维基共享资源上的相關多媒體資源：黄喉蜂虎
- 維基物種上的相關：黄喉蜂虎